# Geografía de Tailandia
Los 514.100 Kilómetros cuadrados de Tailandia están situados en el centro del sudeste asiático. La posición de Tailandia como eje de la zona ha influenciado muchos aspectos de su sociedad y de su cultura. Controla el único paso terrestre desde Asia a Malasia y Singapur.
Localización:
Sureste Asiático, rodeada por el Mar de Andamán y el Golfo de Tailandia, al sureste de Birmania (Birmania).

## Coordenadas geográficas
- Coordenadas: Formato no reconocido
Se han pasado argumentos no válidos a la función {{#coordinates:}}

## Historia
Los primeros hablantes de idioma tailandés emigraron de lo que hoy es China, siguiendo los ríos hacia el norte de Tailandia y hacia el sur, al Mekong y el valle del Chao Phraya.
La fértil zona de inundaciones y el clima tropical encajaba muy bien con el cultivo de arroz y atrajo colonos hacia el área central, en lugar de las tierras altas y las montañas del noreste.
Hacia el siglo XII empezaron a prosperar un
a serie de cultivadores de arroz y de comerciantes en la parte alta del Valle Chao Phraya. Estos pequeños reinos, a partir del siglo XIV poco a poco fueron cayendo bajo el control del reino Ayutthaya, que se encontraba en la parte sur de la llanura.
Hubo sucesivas capitales, construidas en diversos puntos a lo largo del río, que se convirtieron en el centro de los grandes reinos Thai, que se basaban en los cultivos de arroz y el comercio extranjero. Los Tailandeses siguieron mirando hacia el exterior, al Golfo de Tailandia y el Mar de Andamán hacia puertos extranjeros para el comercio.
Cuando el imperialismo europeo trajo una nueva fase al comercio del Sudeste asiático a finales del siglo XVII, Tailandia (entonces conocida como Siam) logró mantener su independencia como zona entre colonias británicas (al oeste) y francesas (Indochina, al este).

## Fronteras

### Fronteras terrestres
- Total: 4.863 km
- Con cada país fronterizo: Birmania 1800 km, Camboya 803 km, Laos 1 754 km, Malasia 506 km

### Línea de costa
- Total: 3.219 km

### Reivindicaciones marítimas
- Plataforma Continental: 200 m de profundidad o hasta la profundidad de explotación.
- Zona Económica exclusiva (ZEE): 200 millas náuticas
- Mar Territorial: 12 millas náuticas

### Cuestiones fronterizas

#### Historia
Tailandia comparte frontera con Camboya, Laos, Malasia y Myanmar. Si bien ni China ni Vietnam limitan con Tailandia, sus territorios están a menos de 100 km del territorio tailandés.
Muchas partes de las fronteras de Tailandia están delimitadas por elementos naturales, como el río Mekong. Muchos límites se estabilizaron a finales del siglo XIX y comienzos del XX mediante tratados impuestos sobre Tailandia y sus vecinos por Gran Bretaña y Francia. En algunas áreas, sin embargo, las fronteras exactas (sobre todo en las fronteras orientales con Laos y Camboya) siguen estando discutidas.
Como añadido a las tensiones fronterizas aparecen las actividades de insurgentes comunistas, cuyas operaciones han sido un gran problema para el gobierno y las fuerzas de seguridad tailandesas durante varias décadas. A menudo la verdadera fuente de problemas en las fronteras provenía de criminales ordinarios o mercaderes locales envueltos en actividades económicas y comerciales ilegales.

#### Camboya
Las disputas con Camboya posteriores a 1950 surgieron en parte por culpa de fronteras mal definidas. El caso más notable fue el del templo Preah Vihear, que fue derivado a la Corte Internacional de Justicia, que a su vez falló a favor de Camboya en 1962 . Durante los años en los que la capital de Camboya, Phnom Penh, estuvo controlada por el régimen de Pol Pot de los Jemeres Rojos (1975 a 1979) las disputas por las fronteras continuaron.
A comienzos de la década de los 80, la República de Kampuchea y su mentor, Vietnam, volvieron a sacar un tema fronterizo en la provincia Prachin Buri, al este de Tailandia.
El templo Preah Vihear sigue siendo una fuente de problemas, con Camboya acusando a Tailandia de mover las marcas fronterizas y obstruir el acceso a las ruinas del templo, y Tailandia, por su parte, acusando a Camboya de contraminar las aguas que corren por la zona hacia dentro de Tailandia.
Los casinos camboyanos a lo largo de la frontera y varias actividades criminales interfronterizas también plantean problemas de seguridad.

#### Laos
Las fronteras con Laos están delimitadas completamente, salvo por ciertos islotes del Mekong y por algunas quejas de ocupaciones tailandesas.

#### Malasia
En contraste con las relaciones con Camboya, que atrajeron atención internacional, las disputas fronterizas con Malasia normalmente se han ldiscutido de una forma mucho más cooperativa. La exploración minera y la pesca, sin embargo, siguen siendo las fuentes de mayor conflicto. Un segmento de 1 kilómetro en la boca del río Golok seguía disputado en 2004.

#### Birmania
Sigue habiendo importantes discrepancias con Myanmar acerca de las fronteras, al igual que en lo que se refiere al trato dado a rebeldes étnicos, refugiados, y traficantes de droga, junto con exploraciones mineras y derechos de pesca.En ambos países se han elevado preocupaciones en cuanto a la construcción de 13 embalses de producción de energía hidroeléctrica en la República Popular de China, en el río Salween, en Yunnan.
Nota: Tailandia usa una unidad de medida llamada rai, que equivale a 1,600 m&sup2.

## Topografía y vertientes hidráulicas

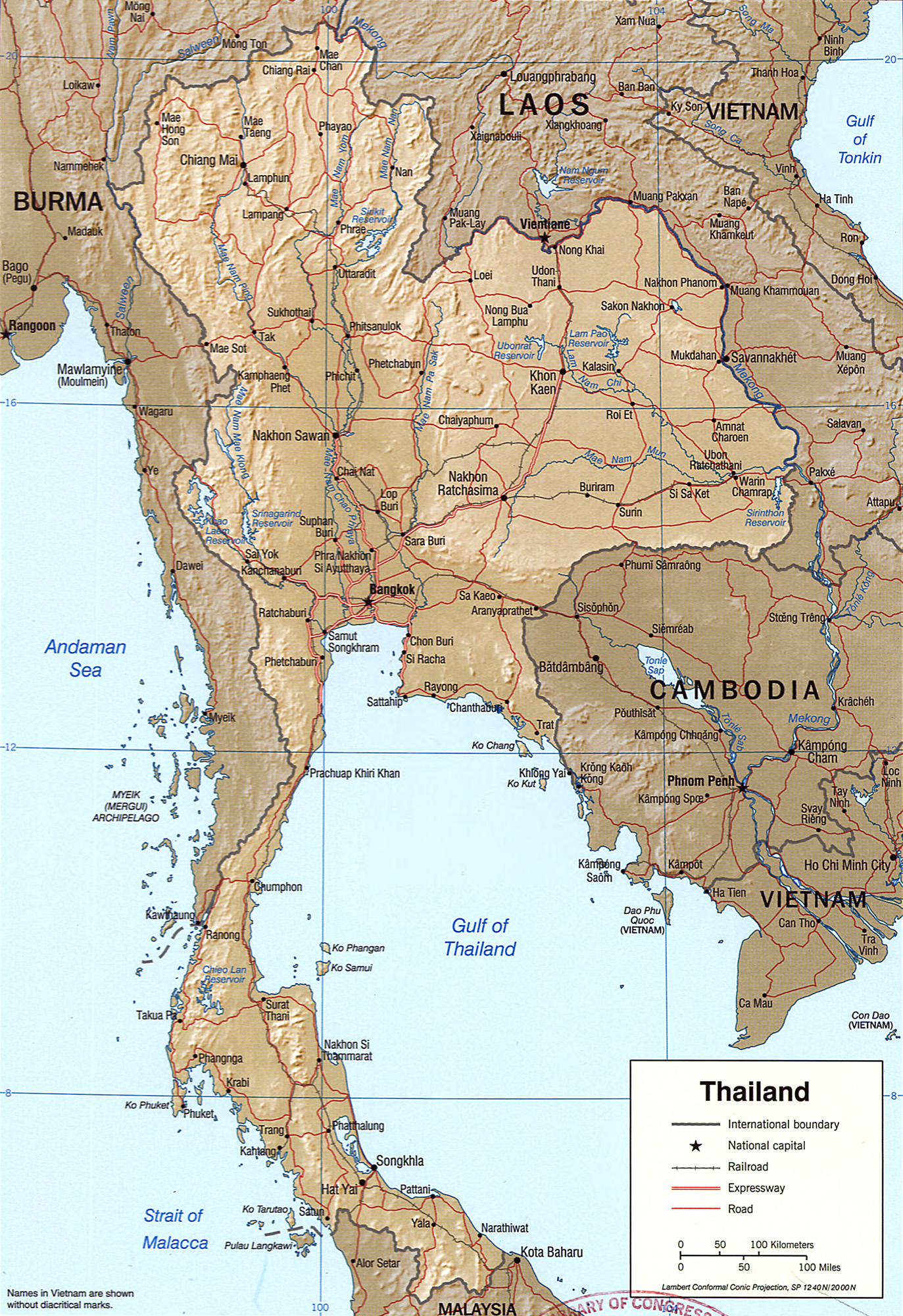
Mapa detallado de Tailandia.

Las características topográficas más llamativas de Tailandia son las altas montañas, una planicie central y una meseta en zona de tierras altas. Las montañas cubren gran parte del norte de Tailandia y se extienden a lo largo de la frontera con Birmania y hacia el sur a traés de Istmo de Kra y la Península Malaya. La planicie central es un área de tierras bajas que recibe el agua del río Chao Phraya y sus afluentes. Es el río principal del país, que sirve de irrigación hacia el delta, situado en la cabeza de la Bahía de Bangkok. El Chao Phraya y sus afluentes irrigan alrededor de un tercio del territorio nacional. En la parte noreste del país, la meseta Khorat se muestra como una región de montes bajos y lagos poco profundos. Esta región se inclina hacia el Mekong a través del río Mun. A su vez, el Mekong termina desembocando en el Mar del Sur de China, e incluye una serie de canales y presas en su recorrido.
Estos dos sistemas fluviales, el del Chao Phraya y el del Mekong, mantienen la agricultura de Tailandia dando pie al cultivo de arroz y permitiendo el transporte fluvial de bienes y personas. En contraste, las características de la Tailandia peninsular son grandes líneas de costa, pequeñas islas y pequeños lagos.

## Regiones
La topografía y las vertientes dividen al país en unas cuatro regiones naturales: el norte, el noreste, la parte central y el sur. Aunque Bangkok es geográficamente parte de la planicie central, como capital y como ciudad de mayor tamaño se puede considerar que esta área metropolitana es en algunos aspectos una región separada. Cada una de las cuatro regiones se diferencia de las otras en población, recursos, características naturales y nivel de desarrollo social y económico. La diversidad de sus regiones es de hecho el atributo más pronunciado de Tailandia.

### Norte de Tailandia
Durante los meses de invierno en la zona montañosa del norte de Tailandia, la temperatura es lo suficientemente fresca como para el cultivo del lichi y de la fresa. Las montañas están plagadas de profundos valles creados por los ríos y áreas altas que bordean la meseta central. Una serie de ríos, incluyendo el Nan el Ping, el Wang y el Yom, se juntan en las tierras bajas para formar el Chao Phraya. Tradicionalmente, estas características naturales han hecho posible diferentes tipos de agricultura, incluyendo las plantaciones de arroz y el cambio de cultivos. Las montañas arboladas también han promovido un espíritu de independencia regional.
Los bosques han disminuido hasta los años 80 hasta 130.000 km². En 1961 cubrían el 56% del país, pero a mediados de la década de los 80 esta superficie se redujo hasta menos del 30% de la superficie total de Tailandia.

### Nordeste
El nordeste, con su tierra pobre, no es una zona favorable a la agricultura. La región la forman la plataforma seca de Khorat y algunas colinas bajas. La estación del monzón aquí es más corta, y trae fuertes inundaciones de los valles. Sin embargo, el noreste tiene una larga estación seca durante la cual gran parte de la tierra se cubre de hierbajos. Las montañas circundan la planicie en el oeste y el sur, y el Mekong delimita gran parte del lado oriental.

### Tailandia central
Tailandia central es una vertiente natural del terreno que a menudo es denominado "el bol de arroz de Asia". El complejo sistema de irrigación desarrollado para la agricultura del arroz provee suficiente soporte económico para sostener el crecimiento del estado Thai desde los tiempos del siglo XIII (el reino Sukhothai) hasta el Bangkok moderno. La geografía plana de la región favoreció el transporte interno de agua y las carreteras. Esta área tan fértil fue capaz de sostener una densa población de 422 personas por Kilómetro cuadrado en 1987, en comparación con las 98 personas de media en todo el país. El terreno de la región está dominado por el Chao Phraya y sus afluentes y por campos inundados de cultivo. 
El Bangkok metropolitano, el punto central del comercio, transporte y actividad industrial, se sitúa en el límite sur de la región, en la cabeza del Golfo de Tailandia e incluye parte del delta del sistema Chao Phraya

### Sur de Tailandia
En el sur encontramos una estrecha península con un clima, un terreno y unos recursos propios y distintos de los del resto del país. Su economía se basa en el cultivo de arroz para la subsistencia y en la producción de caucho para la industria. Otras fuentes de ingresos incluyen las plantaciones de cocos, la minería del latón y el turismo, que es particularmente lucrativo en la isla de Phuket. En el sur encontramos un terreno montañoso sin grandes ríos. Las montañas del norte y del sur y el bosque tropical impenetrable llevaron al aislamiento de esta región que se desarrolló políticamente por separado. El acceso internacional a través del mar de Andamán y del Golfo de Tailandia hicieron del sur un puente para el Budismo Theravāda y el Islam.

### Provincias
Las regiones de Tailandia se dividen en un total de 73 provincias. Cada provincia recibe el nombre de su capital.

## Clima

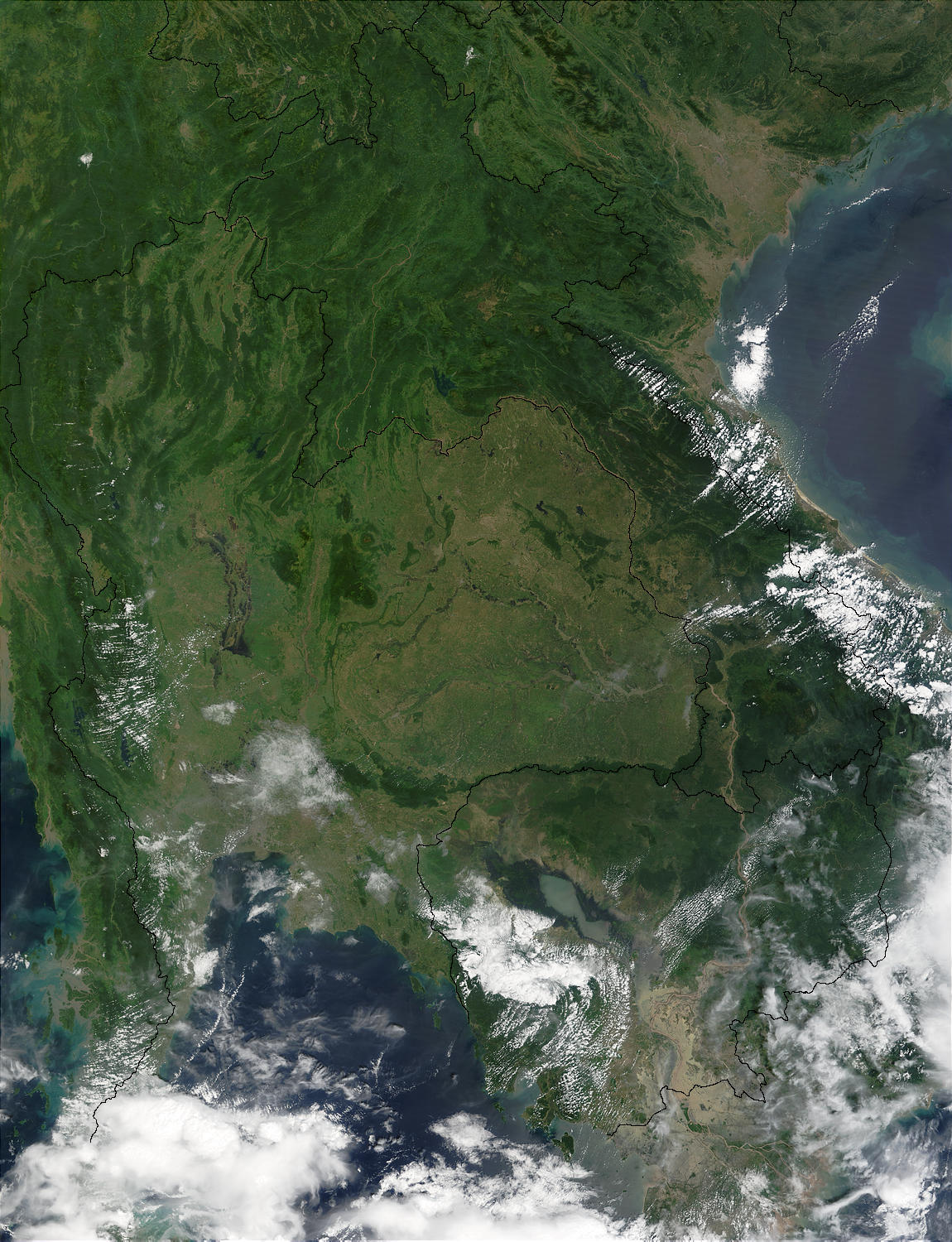
Inundaciones estacionales en Camboya y Tailandia.

Tailandia tiene un clima tropical en el que se da el monzón. Las temperaturas normalmente varían desde una máxima anual media de 38 °C a una mínima de 19 °C. Los monzones del sudoeste se dan entre mayo y julio (excepto en el sur) y señalan la llegada de la época de las lluvias (ridu fon), que dura hasta octubre. Noviembre y diciembre son el comienzo de la estación seca. Las temperaturas comienzan a subir en enero.
La estación seca es más corta en el sur debido a la proximidad del mar a todas las zonas de la península Malaya. Con pocas excepciones, todas las áreas del país reciben lluvia en abundancia, si bien la duración de la estación de las lluvias y la cantidad de lluvia varían muy sustancialmente según la región y la altitud. El noreste tiene una estación seca larga, y su tierra porosa retiene poca agua, por lo que su potencial agrícola se ve limitado.

## Extremos de elevación
- Punto más llano: Golfo de Tailandia 0 m
- Punto más elevado: Doi Inthanon 2.576 m

## Recursos y utilización de la tierra

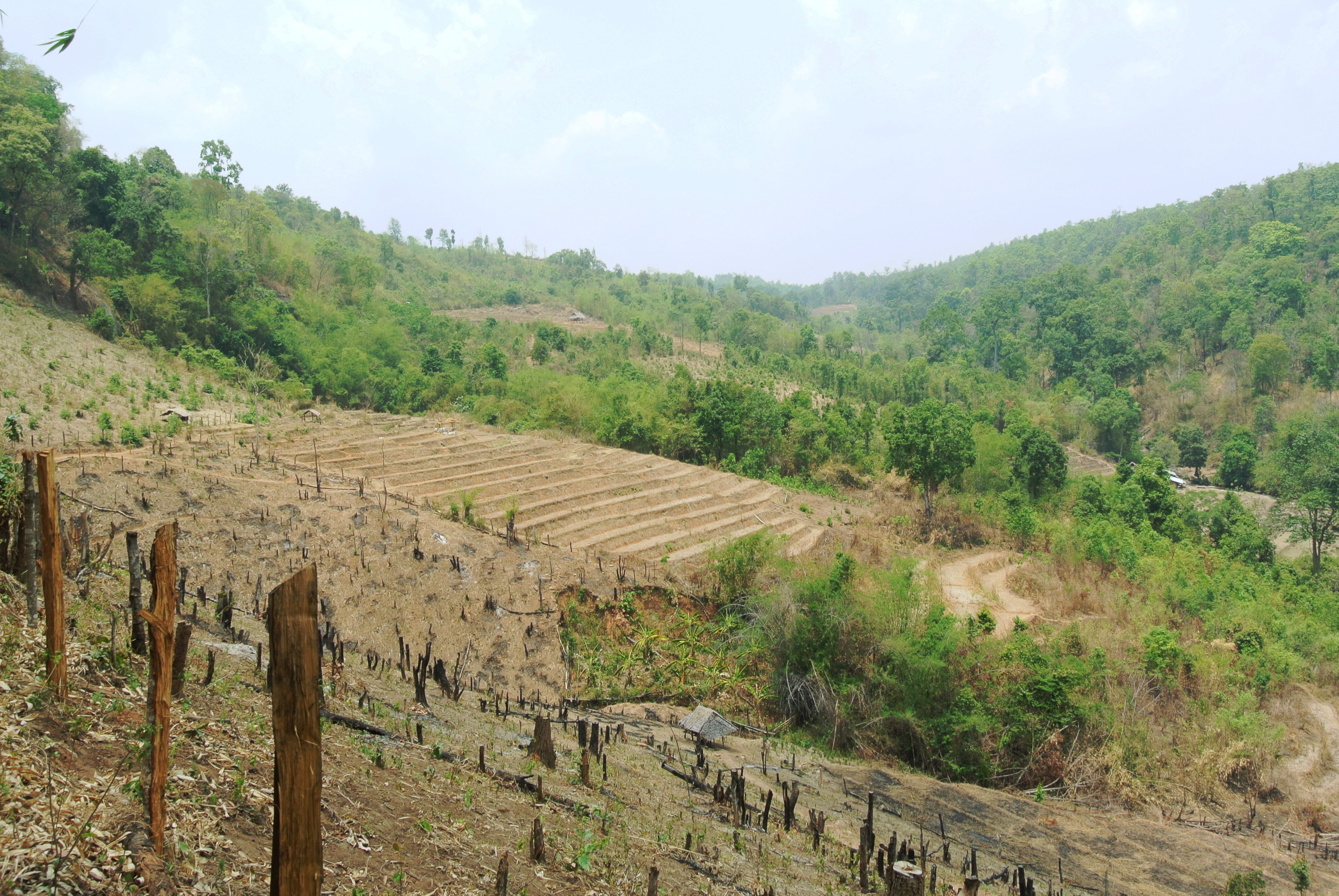
Utilización de la tierra por los Karens en el norte: quema prescrita y arroz.

### Recursos naturales
Latón, caucho, gas natural, tungsteno, tántalo, pescado, yeso, madera, lignita, fluorita, tierras cultivables

### Uso de la Tierra
- Tierras cultivables: 34%
  - Cultivos permanentes: 6%
  - Pastos permanentes: 2%
  - Bosques: 26%
- Otros: 32% (1993 est.)

### Tierras irrigadas
- Total: 44.000 km² (1993 est.)

## Medioambiente

### Problemas actuales
- Polución del aire por emisiones de vehículos.
- Contaminación del agua por desechos orgánicos e industriales.
- Deforestación.
- Erosión de la tierra.
- Extinción de especies por caza furtiva.

### Acuerdos internacionales
- Es parte en los siguientes Tratados: Cambio climático, Protección de especies en peligro de extinción, conservación de la vida marina, Tratado de no proliferación nuclear, protección de la capa de ozono
- Tratados firmados pero no ratificados: Biodiversidad, Cambio climático-Protocolo de Kioto, Ley del Mar.

## Áreas protegidas de Tailandia

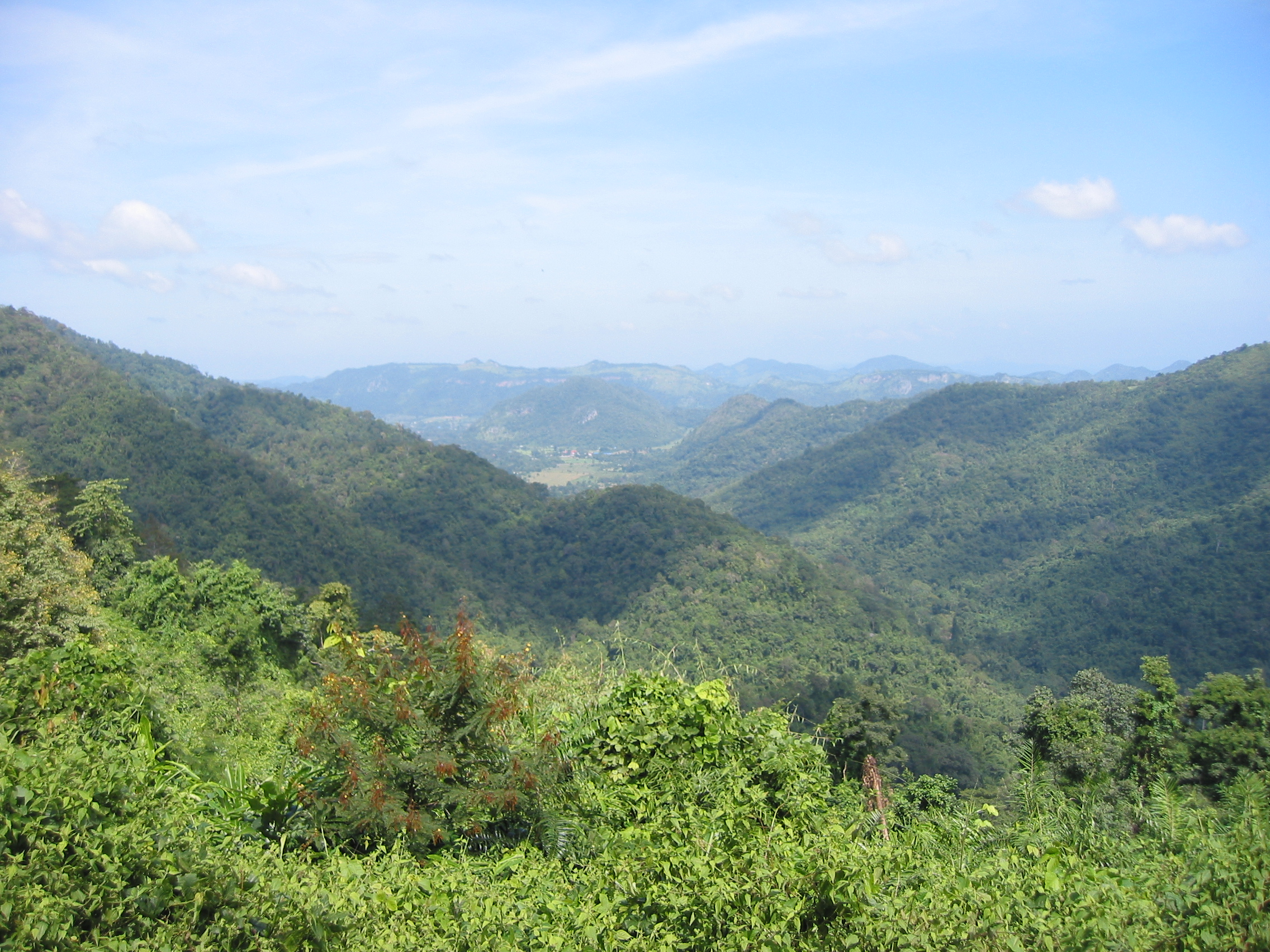
Parque nacional de Khao Yai

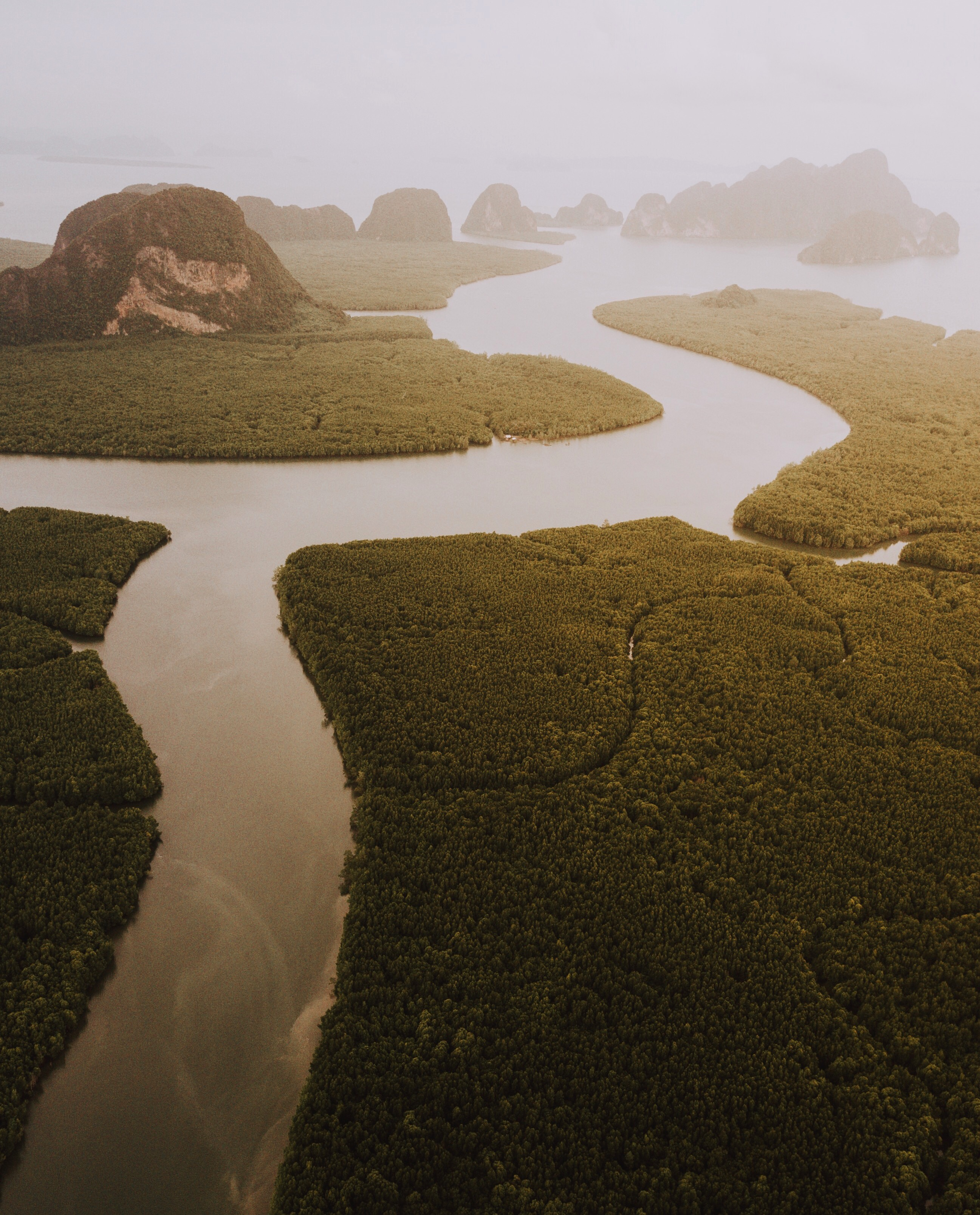
Parque nacional de Ao Phang Nga

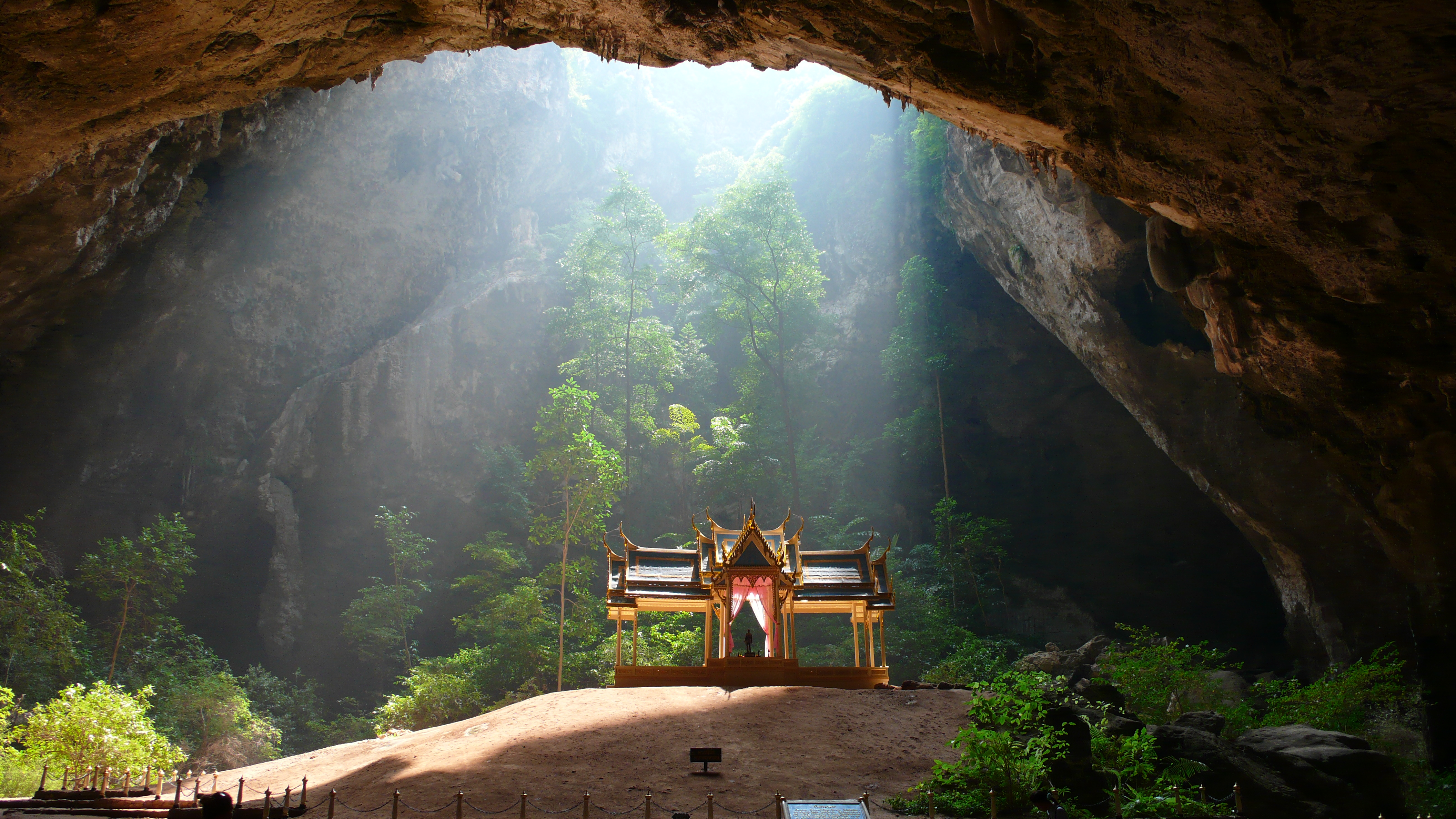
Parque nacional de Khao Sam Roi Yot

Según la IUCN, en Tailandia se encuentran bajo protección 97.391 km², el 18,81% del territorio, y 5,774 km² de áreas marinas, en 1,88% de la superficie que corresponde al país de 306.891 km². Se dividen en 5 categoría: 120 son parques nacionales (Anexo:Parques nacionales de Tailandia), 24 son parques nacionales marinos, 3 son parques nacionales y patrimonio de la ASEAN (Asociación de Naciones del Sudeste Asiático), 58 son santuarios naturales y 13 son áreas sin caza. De estos, 2 son patrimonio de la humanidad, 4 son reservas de la biosfera y 14 son sitios Ramsar.

### Patrimonio de la humanidad
- Santuario de fauna de Huai Kha Khaeng. Este santuario de la naturaleza llamado Thungyai-Huai Kha Khaeng por la Unesco, tiene una extensión de 6.222 km² a lo largo de la frontera con Birmania, al oeste del país, en la zona de Kanchanaburi. Está cubierto de bosques tipos del Sudeste Asiático continental y en él abundan los mamíferos, incluidos elefantes y tigres.[2]

- Complejo forestal Dong Phayayen-Khao Yai, 6.155 km². Se trata de una sierra de forma alargada de oeste a este que termina en la frontera con Camboya. Separa la llanura del río Chao Phraya de la Meseta de Khorat, en el nordeste. Incluye zonas protegidas como el parque nacional de Ta Phraya en el límite con Camboya, el parque nacional de Thap Lan, el parque nacional de Pang Sida, el parque nacional de Phra Phutthachai y la Reserva natural de Dong Yai.[3]

### Reservas de la Biosfera de la UNESCO
- Mae Sa-Kog Ma, en el norte de Tailandia, 421 km².[4]
- Estación de Investigación Medioambiental de Sakaerat, 78,1 km².[5]
- Hauy Tak Teak, 47 km², en el norte de Tailandia, 18°20′ a 19°5′ N; 99°45′ a 100°5′ E. Bosque caduco con teca. Muy poblado, con cerca de 60.000 personas.[6]
- Ranong, 299 km², 300 km², de los que 120 km² son marinos. 9°43′ a 9°57′ N; 98°29′ a 98°39′ E. Estrecha llanura costera con manglares.[7]

### Sitios Ramsar

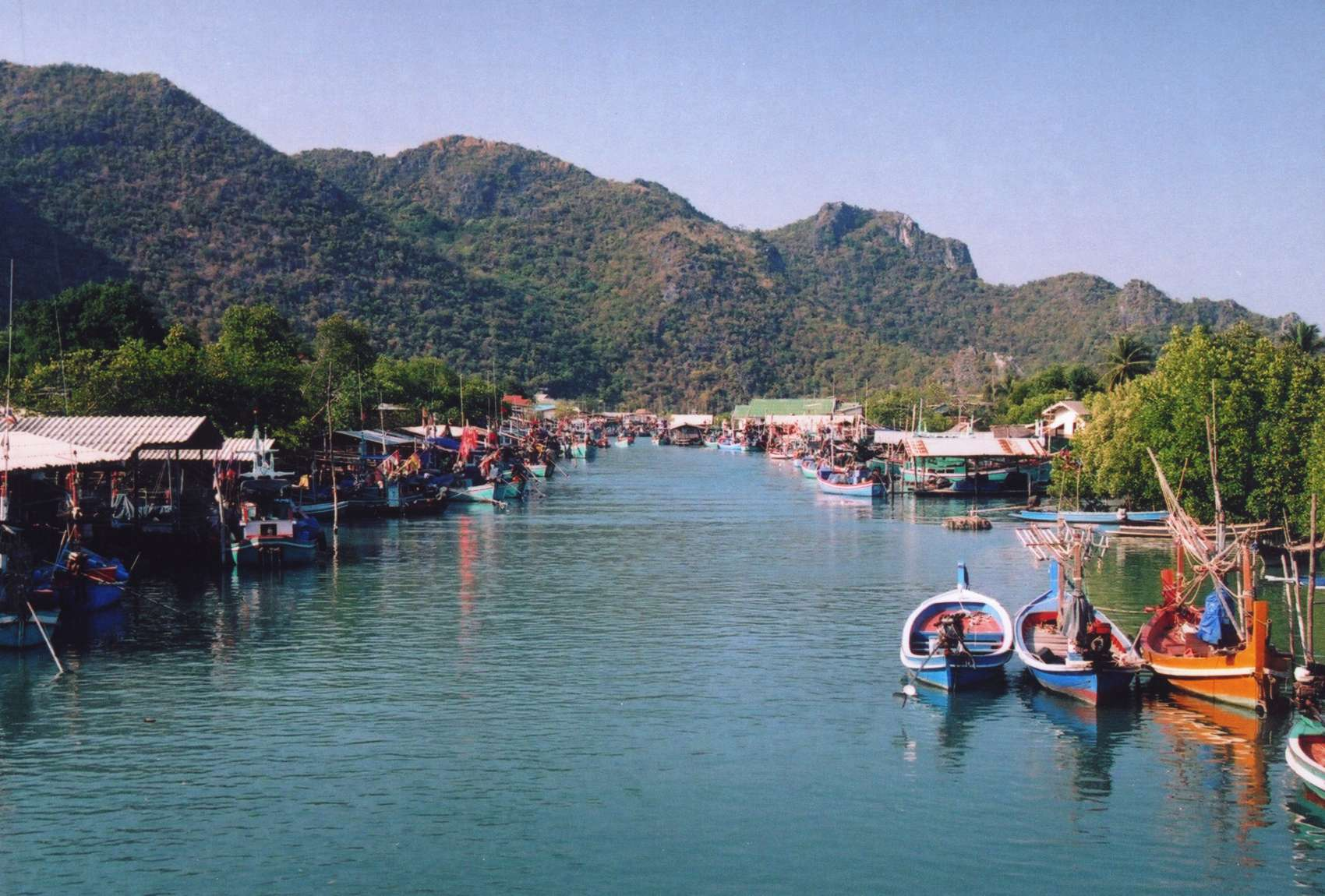
Pueblo de Bang Pu en el parque nacional de Khao Sam Roi Yot.

En Tailandia hay 14 sitios Ramsar que cuben 3.997 km². la mayor parte están en el Golfo de Tailandia (Anexo:Sitios Ramsar en Tailandia).
- Área sin caza de Nong Bong Kai
- Don Hoi Lot
- Áreas sin caza de Bung Khong Long
- Parque nacional marino de la bahía de Pang Nga
- Santuario de la naturaleza Princess Sirindhorn
- Parque nacional marino de Had Chao Mai
- Don Hoi Lot
- Áreas sin caza de Thale Noi
- Estuario del río Krabi
- Parque nacional de Mu Ko Ang Thong
- Islas Ko Kra
- Humedal de Khao Sam Roi Yot
- Estuario Kaper
- Área sin caza de Kuan Ki Sian